# Парияр, Тилак
Тилак Парияр (непальск. तिलक परियार; род. 31 октября 1943, Ливанг, Ролпа, Непал) — непальский политический и государственный деятель, губернатор Мадхеша (2019—2021) и Карнали-Прадеш (2021—2024).

## Биография
Родился 31 октября 1943 в округе Ливанг, район Ролпа, Непал.
После окончания средней школы он отправился на учёбу в Индию, где получил университетскую степень бакалавра искусств. Затем он вернулся в Непал, начав политическую карьеру в качестве члена «Коммунистической партии Непала».
В мае 2008 года он был избран депутатом 1-го Учредительного собрания Непала от 1-го избирательного округа района Банке. 5 ноября 2019 года президент Бидхья Деви Бхандари назначила его на должность губернатора провинции Мадхеш, на которой он пробыл до февраля 2021 года. В ноябре того же года он был рекомендован Правительством и Советом министров Непала на пост губернатора Карнали-Прадеш, а 9 ноября президент официально утвердила его в должности. На этом посту он пробыл до 31 июля 2024 года.

## Личная жизнь
Парияр женат на Чандре Парияр, с которой у него восемь детей. 